# Wendy Holdener
Wendy Holdener (Einsiedeln, 12 de mayo de 1993) es una deportista suiza que compite en esquí alpino.
Participó en tres Juegos Olímpicos de Invierno, entre los años 2014 y 2022, obteniendo en total cinco medallas, tres en Pyeongchang 2018, oro en el equipo mixto, plata en el eslalon y bronce en la combinada, y dos en Pekín 2022, plata en la combinada y bronce en el eslalon.
Ganó nueve medallas en el Campeonato Mundial de Esquí Alpino entre los años 2017 y 2025. En la Copa del Mundo consiguió cinco victorias y 52 podios en total.

## Palmarés internacional
| Juegos Olímpicos   | Juegos Olímpicos             | Juegos Olímpicos  | Juegos Olímpicos         |
| Año                | Lugar                        | Medalla           | Prueba                   |
| ------------------ | ---------------------------- | ----------------- | ------------------------ |
| 2018               | Pyeongchang (Corea del Sur)  | Medalla de oro    | Equipo mixto             |
| 2018               | Pyeongchang (Corea del Sur)  | Medalla de plata  | Eslalon                  |
| 2018               | Pyeongchang (Corea del Sur)  | Medalla de bronce | Combinada                |
| 2022               | Pekín (China)                | Medalla de plata  | Combinada                |
| 2022               | Pekín (China)                | Medalla de bronce | Eslalon                  |
| Campeonato Mundial |                              |                   |                          |
| Año                | Lugar                        | Medalla           | Prueba                   |
| 2017               | Sankt Moritz (Suiza)         | Medalla de oro    | Combinada                |
| 2017               | Sankt Moritz (Suiza)         | Medalla de plata  | Eslalon                  |
| 2019               | Åre (Suecia)                 | Medalla de oro    | Combinada                |
| 2019               | Åre (Suecia)                 | Medalla de oro    | Equipo mixto             |
| 2023               | Courchevel/Méribel (Francia) | Medalla de plata  | Combinada                |
| 2023               | Courchevel/Méribel (Francia) | Medalla de plata  | Eslalon gigante paralelo |
| 2025               | Saalbach (Austria)           | Medalla de plata  | Eslalon                  |
| 2025               | Saalbach (Austria)           | Medalla de plata  | Combinada por equipo     |
| 2025               | Saalbach (Austria)           | Medalla de plata  | Equipo mixto             |